# 輝夜姬想讓人告白～天才們的戀愛頭腦戰～漫畫章節列表
《輝夜姬想讓人告白～天才們的戀愛頭腦戰～》是由赤坂明創作並繪製的日本漫畫。赤坂於2015年5月19日將該系列首次刊登於集英社的青年漫畫雜誌《Miracle Jump》6月號。該系列於2016年3月24日移至集英社的《週刊YOUNG JUMP》繼續連載。2017年5月18日，《Young Jump Gold》創刊號還刊載了一篇特別篇。

## 單行本
| 1. 想被邀請去看電影（） 2. 想讓他抽鬼牌（） 3. 輝夜姬不太了解（） 4. 白銀御行想回答（） 5. 輝夜姬想吃（） | 1. 白銀御行想隱藏（） 2. 藤原同學想出遊（） 3. 輝夜姬想被猜中（） 4. 輝夜姬想用走的（） 5. 學生會想惡作劇（） |

| 1. 輝夜姬想互加好友（） 2. 輝夜姬想被阻止（） 3. 輝夜姬想接吻（） 4. 白銀御行沒有經驗（） 5. 白銀御行想逃（） | 1. 輝夜姬想盡責（） 2. 輝夜姬想賞玩（） 3. 學生會想引人說出口（） 4. 輝夜姬想讓人寄電郵（） 5. 白銀御行想講（） |

| 1. 輝夜姬想要人撐傘（） 2. 藤原千花想被吃掉（） 3. 白銀御行想耍帥（） 4. 石上優想活下去（） 5. 輝夜姬想被察覺（） | 1. 白銀御行想工作（） 2. 輝夜姬想忍住（） 3. 輝夜姬想拉人加入（） 4. 早坂愛想防止（） 5. 白銀御行不能輸（） |

| 1. 藤原千花想測驗（） 2. 輝夜姬想被討厭（） 3. 白銀御行想唱歌（） 4. 輝夜姬想送人回家（） 5. 藤原書記想探病（） | 1. 關於四宮輝夜①（） 2. 輝夜姬無法原諒（） 3. 輝夜姬想要原諒（） 4. 輝夜姬想被稱呼（） 5. 白銀御行想出遊（） |

| 1. 白銀御行想遇見（） 2. 早坂愛想泡澡（） 3. 藤原千花超想吃（） 4. 聽不到煙火的聲音 前篇（） 5. 聽不到煙火的聲音 後篇（） | 1. 輝夜姬不想避開（） 2. 輝夜姬想要人選擇（） 3. 學生會不神（） 4. 白銀御行想殺魚（） 5. 輝夜姬想慶祝（） |

| 1. 柏木渚看不下去（） 2. 輝夜姬想問出（） 3. 輝夜們想贈送（） 4. 藤原千花想確定（） 5. 然後，石上優閉上了眼睛①（） | 1. 白銀御行想仰望（） 2. 輝夜姬想結婚（） 3. 早坂愛想攻陷（） 4. 第67屆學生會（） 5. 輝夜姬不想稱呼（） |

| 1. 輝夜姬想“被”告白（） 2. 白銀御行想畫（） 3. 白銀御行想受歡迎（） 4. 柏木渚想安慰（） 5. 伊井野御子想糾正（） | 1. 輝夜姬想踢掉（） 2. 讓伊井野御子笑不出來（） 3. 想讓伊井野御子笑（） 4. 輝夜姬沒被叫去（） 5. 輝夜姬想脫掉（） |

| 1. 輝夜姬想讓他分泌（） 2. 伊井野御子想抑制（） 3. 白銀御行想讓她閱讀（） 4. 輝夜姬♡水族館（） 5. 輝夜姬想收集（） | 1. 柏木渚很麻煩（） 2. 藤原千花想問出（） 3. 輝夜姬不怕（） 4. 輝夜姬想受診察（） 5. 然後，石上優閉上了眼睛②（） |

| 1. 輝夜姬想摸（） 2. 輝夜姬不拒絕（） 3. 白銀圭不好意思問（） 4. 白銀御行想跳舞（） 5. 大佛小缽想取締（） 6. 白銀父想問出（） | 1. 秀知院體育祭（） 2. 然後，石上優閉上了眼睛③（） 3. 白銀御行與石上優（） 4. 大友京子沒察覺（） 5. 藤原千花想讓氣球膨脹（） |

| 1. 想讓輝夜姬臉紅（） 2. 輝夜姬想帶他離開（） 3. 輝夜姬想阻止（） 4. 伊井野御子想被治癒（） 5. 輝夜姬想讓他吃（） | 1. 柏木渚想誅殺（） 2. 四条真妃想設法（） 3. 白銀御行想被相信（） 4. 學生會想被拍（） 5. 學生會想讓手機拍（） |

| 1. 輝夜姬沒發現（） 2. 白銀御行想撮合（） 3. 四宮輝夜的不合理要求「燕子的子安貝」篇① （） 4. 石上優想回應（） 5. 藤原千花想外宿（） | 1. 藤原千花想刻（） 2. 早坂愛想說（） 3. 四条真妃想依靠（） 4. 石上優想講（） 5. 學生會想前進（） |

| 1. 白銀御行想讓人告白①（） 2. 白銀御行想讓人告白②（） 3. 白銀御行想讓人告白③（） 4. 伊井野御子無法愛①（） 5. 想談文化祭（） | 1. 藤原千花想戰鬥（） 2. 白銀御行想使其膨脹（） 3. 白銀圭想秀（） 4. 關於四宮輝夜②（） 5. 1年級春季（） |

| 1. 輝夜姬想告白（） 2. 輝夜姬的文化祭（） 3. 石上優的文化祭（） 4. 槙原梢想玩（） 5. 藤原千花想揭穿（） | 1. 白銀御行的文化祭（） 2. 輝夜姬想射穿（） 3. 白銀御行想要人告白④（） 4. 子安燕想拒絕（） 5. 白銀御行想要人告白⑤（） |

| 1. 輝夜姬想告白②（） 2. 輝夜姬想告白③（） 3. 「雙告白」前篇（） 4. 「雙告白」中篇（） 5. 「雙告白」後篇（） | 1. 秀知院後夜祭（） 2. 輝夜姬想告訴（） 3. 白銀御行想談（） 4. 伊井野御子想講（） 5. 關於四宮輝夜③（） |

| 1. 關於四宮輝夜④（） 2. 輝夜姬想要他察覺（冰）（） 3. 輝夜姬想容許（冰）（） 4. 輝夜姬想吃（冰）（） 5. 我們的面具（輝夜篇①）（） | 1. 我們的面具（白銀篇①）（） 2. 輝夜姬想告白（冰）（） 3. 輝夜姬覺得這樣就好（） 4. 普通的浪漫（） 5. 初吻不會結束（） |

| 1. 柏木渚想隱藏（） 2. 四宮輝夜的不合理要求「燕子的子安貝」篇（冰） （） 3. 四宮輝夜的不合理要求「燕子的子安貝」篇② （） 4. 四宮輝夜的不合理要求「燕子的子安貝」篇③ （） | 1. 伊井野御子無法愛②（） 2. 藤原千花超超想吃（） 3. 伊井野御子無法愛③（） 4. 輝夜姬想 前篇（） 5. 輝夜姬想 後篇（） 6. 四条真妃想開悟（） |

| 1. 學生會的NEW GAME（） 2. 藤原千花想讓人吃驚（） 3. 藤原千花想愛（） 4. 學長與學妹①（） 5. 石上優想沉迷（） | 1. 柏木渚想問出（） 2. 第一次接觸（） 3. 男女的ABC①（） 4. 白銀御行想聊（） 5. TG社讓人想八卦（） |

| 1. 輝夜姬想相信（） 2. 藤原千花想打結（） 3. 伊井野御子無法愛④（） 4. 輝夜姬想要人理睬（） 5. 石上優想展現（） | 1. 四宮輝夜的不合理要求「燕子的子安貝」篇 ④ （） 2. 學長與學妹②（） 3. 早坂愛的晨間流程（） 4. 白銀御行想逛（） 5. 白銀御行想獨占（） |

| 1. 早坂愛的朋友①（） 2. 早坂愛的朋友②（） 3. 早坂愛的朋友③（） 4. 早坂愛的朋友④（） 5. 早坂愛的朋友⑤（） 6. 早坂愛與四宮輝夜的朋友（） 7. 伊井野御子問不出（） | 1. 四宮輝夜的不合理要求「佛之石缽」篇 （） 2. 學長與學妹③&伊井野御子無法愛⑤ （） 3. 四宮輝夜的不合理要求「燕子的子安貝」篇⑤ （） |

| 1. 大佛小缽有在看（） 2. 白銀御行想安慰（） 3. 秀知院情人節 前篇（） 4. 秀知院情人節 後篇（） 5. 早坂愛想找到（） 6. 白銀家想搬家（） | 1. 四宮輝夜的不合理要求「燕子的子安貝」篇⑥ （） 2. 輝夜姬想要人聽話（） 3. 藤原千花想被慶生（） 4. 子安燕想塗改（） |

| 1. 秀知院想送別（） 2. 子安燕與石上優 前篇（） 3. 子安燕與石上優 後篇（） 4. 藤原千花想讓他笑（） 5. 白銀御行不沉重（） | 1. 白銀圭想迎接（） 2. 白銀家（） 3. 夢想（） 4. 藤原千花超超超想吃（） 5. 輝夜姬想坐（） |

| 1. 四条帝想融入（） 2. 學長與學妹④（） 3. 輝夜姬討厭貓（） 4. 男女的ABC②（） 5. 輝夜等人想討論（） | 1. 男女的ABC③（） 2. 男女的ABC④（） 3. 男女的ABC⑤（） 4. 男女的ABC⑥（） 5. 輝夜姬想要講（） |

| 1. 四宮輝夜的不合理要求「蓬萊玉樹枝」篇 （） 2. 藤原千花不認同（） 3. 藤原千花想教（告訴）他（） 4. 大林光想守護（） 5. 四宮輝夜的不合理要求「佛之石缽」篇② （） 6. 伊井野御子想安慰（） | 1. 四宮輝夜的不合理要求「佛之石缽」篇③ （） 2. 四宮輝夜的不合理要求「佛之石缽」篇④ （） 3. 四宮輝夜的不合理要求「佛之石缽」篇⑤ （） 4. 四宮輝夜的不合理要求「佛之石缽」篇⑥ （） |

| 1. 四宮輝夜的不合理要求「佛之石缽」篇⑦ （） 2. 四宮輝夜的不合理要求「佛之石缽」篇⑧ （） 3. 四宮輝夜的不合理要求「佛之石缽」篇⑨ （） 4. 藤原千花想交往（） | 1. 輝夜姬想留宿（） 2. 白銀御行不想放入（） 3. 石上優想邀請（） 4. Adolphe Pescarolo想守護（） 5. 輝夜姬想跳舞（） 6. 四宮雲鷹無法說（） |

| 1. 四宮家（） 2. 早坂愛想換穿（） 3. 石上優往下看（） 4. 然後，石上優閉上了眼睛④（） 5. 然後，石上優閉上了眼睛⑤（） | 1. 石上優說不出口（） 2. 輝夜姬想分手①（） 3. 輝夜姬想分手②（） 4. 白銀御行想依靠（） 5. 四条帝想守護（） |

| 1. 田沼正造想講（） 2. 白銀御行想請求（） 3. 伊井野御子不去除湯汁（） 4. 早坂一家不認同（） 5. 四条帝想幫助（） | 1. 伊井野御子不正確（） 2. 輝夜姬想溜出（） 3. 輝夜姬想實現（） 4. 輝夜姬不寂寞（） 5. 「輝夜姬想讓人告白」（） |

| 1. 輝夜姬想回去（） 2. 輝夜姬想嘲諷（） 3. 輝夜姬想被喊（） 4. 朋友們想聊（） 5. 輝夜姬想送行 前篇（） | 1. 輝夜姬想送行 後篇（） 2. 日常①（） 3. 日常②（） 4. 日常③（） 5. 藤原千花超超超超想吃（） |

| 1. 「白銀圭的最終回」（） 2. 「四条真妃與柏木渚與田沼翼的最終回」前篇 （） 3. 「四条真妃與柏木渚與田沼翼的最終回」後篇 （） 4. 「大佛小缽的最終回」（） 5. 「早坂愛的最終回」（） | 1. 「伊井野御子與石上優的最終回」前篇 （） 2. 「伊井野御子與石上優的最終回」後篇 （） 3. 「藤原千花的最終回」（） 4. 「天才們的」（） 5. 「GOODBYE秀知院！」（） |